# Merete Kristiansen
Merete Kristiansen (ur. 1968) – norweska skoczkini narciarska.
Pochodząca z Klæbu skoczkini narciarska w marcu 1985 na obiekcie Skuibakken w Bærum skokiem na odległość 100 metrów ustanowiła rekord Norwegii w długości skoku narciarskiego kobiet, bijąc tym samym wynik uzyskany przez Anitę Wold 9 lat wcześniej w Sapporo (97,5 metra). Kristiansen stała się wówczas pierwszą w historii Norweżką, która osiągnęła dystans co najmniej 100 metrów.
W 1988 wzięła udział w rozgrywanych w Sapporo zawodach Miyasama Ski Games, gdzie w konkursie na skoczni dużej, który miał miejsce 6 marca 1988, dwukrotnie przekroczyła odległość 100 metrów (108 m w pierwszej serii i 101 m w drugiej), tym samym poprawiając swój rekord kraju.
22 stycznia 1989 na Odnesbakken w Odnes uzyskała odległość 111 metrów, ustanawiając nieoficjalny rekord świata w długości skoku narciarskiego kobiet, poprawiając o metr dotychczasowy najlepszy rezultat, ustanowiony w 1981 przez Tiinę Lehtolę. Wynik Kristiansen został pobity 5 lat później przez Evę Ganster, która w Lillehammer oddała skok na odległość 113,5 metra.